# K-Verband
 (décembre 2018).
Si vous disposez d'ouvrages ou d'articles de référence ou si vous connaissez des sites web de qualité traitant du thème abordé ici, merci de compléter l'article en donnant les références utiles à sa vérifiabilité et en les liant à la section « Notes et références ».

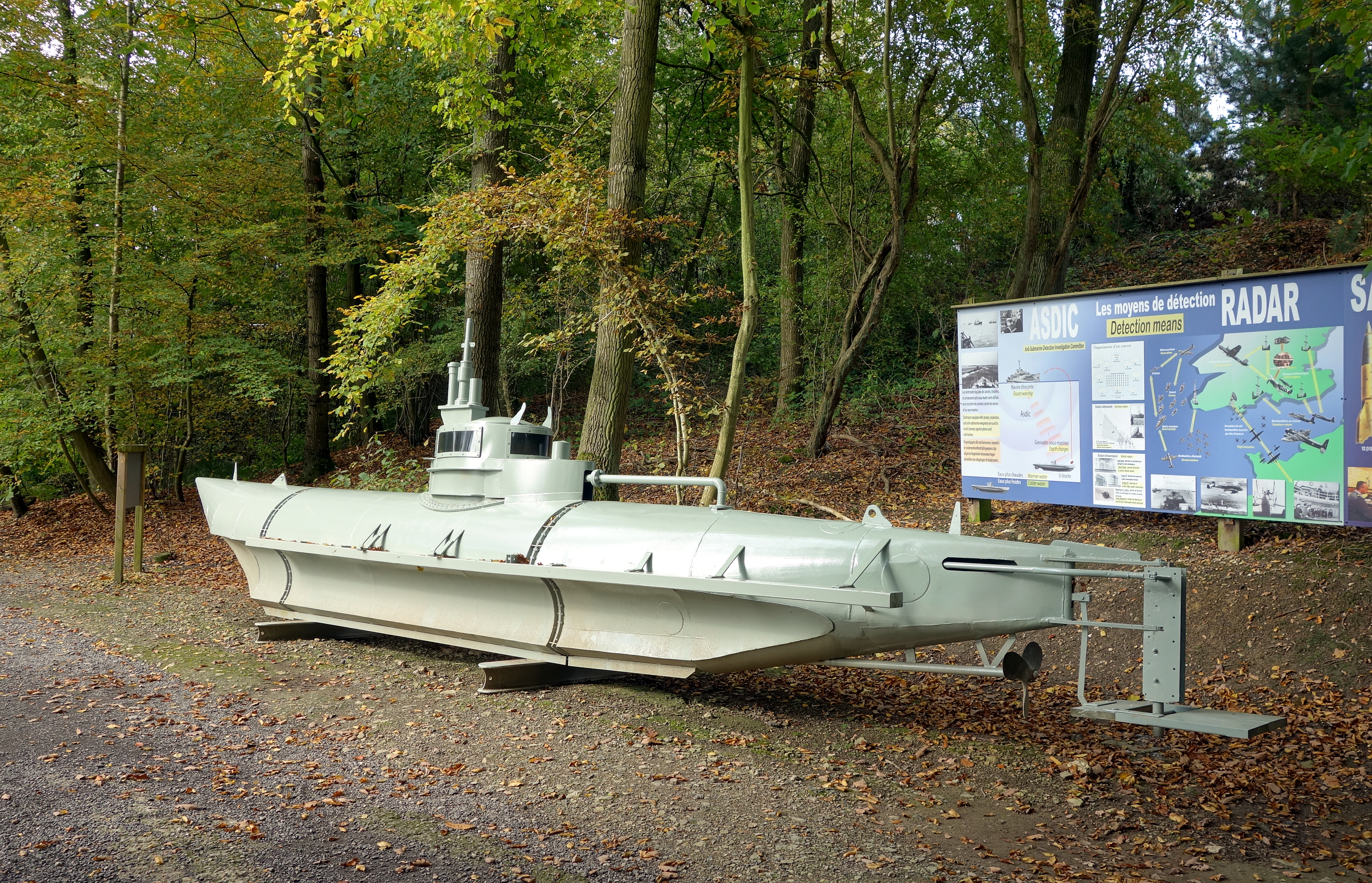
U-Boot Biber monoplace (site du Blockhaus d'Éperlecques).

Le K-Verband (allemand : Kleinkampfverbände der Kriegsmarine) est une unité navale allemande de la Seconde Guerre mondiale qui utilisait essentiellement des sous-marins nains et des canots radioguidés explosifs.

## Création
Les exploits des unités spéciales de la Regia Marina italienne, notamment dans le Port d’Alexandrie le 18 décembre 1941, ont certainement joué un grand rôle dans la création du K-Verband. Celle-ci a été accélérée par l’attaque des X-craft britanniques contre le Tirpitz en 1943 lors de l’opération Source, ainsi que par la défaite des U-Boote dans l’Atlantique.

Face à la menace du débarquement allié en France, les Allemands pensent, à juste titre, que leurs U-Boote traditionnels seraient incapables de combattre dans la Manche, aux eaux peu profondes et sous la menace perpétuelle de l’aviation alliée.
En conséquence, l’Oberkommando der Marine (OKM) décide en avril 1944 de créer un nouveau commandement, placé sous les ordres du Konteradmiral Hellmuth Heye, le Kleinkampfverband, ou K-Verband, qui peut être traduit par  commandement de petites unités de combat.

## Moyens
Sous ce vocable sont réunis tous les petits navires ou embarcations destinées à combattre dans les eaux côtières de l’Europe. Il s’agit essentiellement de submersibles, de torpilles humaines et de canots radioguidés explosifs.

Ces navires de guérilla ont plusieurs avantages sur les U-Boote traditionnels, qui sont la seule arme dont dispose encore la Kriegsmarine pour s’opposer au débarquement : 
- ils sont petits, donc difficiles à repérer,
- faciles à construire en grande nombre et
- à faible coût.

Chaque unité du K-Verband comprend un même type d’engin. Certaines unités n’ont que des sous-marins nains, d’autres que des canots explosifs. Lors des attaques, un grand nombre bateaux étaient envoyés en même temps afin d’obtenir le maximum de succès.

## Opérations
- Attaques dans la Manche et l'Escaut

En juillet 1944, plusieurs attaques par Neger ont lieu au départ de Villers-sur-Mer. Le 6 juin, ils n'étaient pas prêts ! Les résultats assez moyens comportent la destruction du croiseur Dragon et du destroyer Isis. Des attaques par bateaux d'assaut dans l'embouchure de l'Orne coulent 12 bateaux.
En 1945, des attaques ont lieu dans la Manche au départ de Fécamp et, plus tard, dans l'Escaut à partir de Rotterdam.
Les sous-marins de poche furent également utilisés pour ravitailler la garnison de Dunkerque encerclée.
- Les ponts de l'Orne

Le 23 juin 1944, les nageurs de combat parviennent à faire sauter deux ponts sur l'Orne grâce à deux torpilles de 800 kg.
- L'écluse principale d'Anvers

Le 16 septembre 1944, deux équipes de 5 hommes quittent Rotterdam sur deux bateaux d'assaut. Lorsque la progression est arrêtée par des filets de protection, les équipes continuent à la nage ; chacune remorquant une torpille de 1 t d'explosif. Une équipe parviendra à poser sa torpille et l'écluse sera hors d'usage pendant une période de 3 mois.
- Les ponts de Nimègue et du Moerdijk

Le pont route et le pont rail étaient tombés intacts aux mains des Britanniques qui y avaient installé immédiatement une forte défense anti-aérienne. Dans la nuit du 28 au 29 septembre 1944, trois groupes de 4 hommes sont mis à l'eau à 10 km en amont des ponts. Ils devaient placer des charges sous les ponts et ensuite continuer avec le courant pour rentrer dans les lignes 24 km plus loin. Le pont rail sauta ; le pont route ne fut que faiblement endommagé car la mine avait été mal placée. Sur les 12 hommes, 3 furent tués, 7 prisonniers et 2 parvinrent à rentrer dans les lignes.
- Opérations en Italie

De nombreux raids furent exécutés par le MEK 71 stationné en Yougoslavie sur des objectifs en Italie libérée. L'approche était réalisée en kayaks biplaces.
- Opérations sur le front de l'Est

Des opérations ont été menées sur la Vistule en décembre 1944 et sur l'Oder en février 1945.
- Opérations en projet

Les Allemands avaient imaginé de s'attaquer à PLUTO, le pipe-line qui reliait la Grande-Bretagne à la France. Le premier plan consistait à le détruire, cependant on pensa par la suite qu'il serait plus efficace d'en contaminer l'essence avec un produit qui abîmerait les moteurs des véhicules.
Il fut également imaginé de couler des bateaux dans le canal de Suez pour le bloquer.
Le K-Verband a fonctionné jusqu'au 26 avril 1945.